# Белыничская икона Божией Матери
Белы́ничская ико́на Бо́жией Ма́тери — икона Богородицы, почитаемая католическим, православным и униатским населением восточной части Белоруссии чудотворной.

## Версии о происхождении иконы
Существуют два различных предания, повествующих об истории иконы, — православное и католическое. Православное предание имеет две версии. Одна из версий говорит, что после разгрома Киева татарскими войсками Батыя несколько монахов, взяв с собой древнюю икону византийского письма, ушли, спасаясь, в леса. Свой долгий путь они завершили на возвышенности у реки Друть — правом притоке Днепра, где и основали церковь Святого Илии Пророка и мужской монастырь. Уже в первую ночь на выбранном месте от иконы начал исходить необычный свет. Чудо повторялось и в последующие ночи, ставшие от исходящего света белыми. В память об этом чуде местечко, где был основан монастырь, якобы и получило название Белыничи (Белыночи). Позже икона была похищена монахами-кармелитами.
По другой версии, икона была похищена католиками с ворот православного Оршанского Кутеинского монастыря и передана в кармелитский монастырь. Костёл и монастырь католического монашеского ордена кармелитов был основан в 1622 году Львом Сапегой — великим канцлером литовским. Считают, что основание было знаком благодарности Богу за победу в 1618 году над войсками московского царя.
Обе версии католического предания говорят, что икона явилась в кармелитском Белыничском монастыре чудесным образом. По одной версии, икона была нарисована ангелом на оконной ставне. По другой — икону написал пилигрим-живописец во время пения монахами литании Божией Матери. Живописец завершил свою работу к моменту скончания пения. Живописцем был ангел.
Большинство историков склонны считать, что чудотворная икона в Белыничах была написана в 1634—1635 годах неизвестным художником.

## Вид иконы
Икона представляет Деву Марию с Христом на левой руке. В опущенной правой руке Богоматери скипетр — символ царской власти. В левой руке Христа держава (тот же символ), правая — поднята в благословляющем жесте. Возможно, скипетр и держава появились на иконе после её поновления перед коронацией в 1761 г. Сделать такое предположение позволяют сведения о хранившейся в монастыре серебряной воте с текстом на латинском языке — «Павел Иванович Сапега Канцлер Великий. На память чуд. иконы чистейшей Марии Девы Белыничской 8 декабря 1665 г.». На воте перед Богоматерью с младенцем, у которых отсутствовали символы царской власти, был изображен коленопреклоненный Павел Сапега.
Икона относится к одному из наиболее ранних иконографических типов — Одигитрия (Путеводительница). На иконах этого типа Богоматерь — трон и престол Вседержителя — символ победительной крепости и силы Церкви. В то же время Одигитрия — хранительница и наставница рода человеческого на его пути к Богу.

## История
Во время русско-польской войны, в 1655 году, кармелиты перевезли икону в укрепленное местечко — Ляховичи, которое долгое время потом находилось в осаде войск царя Алексея Михайловича. Осада Ляхович была снята после победы польско-литовских войск под Полонкой 2 июля 1660 г. Освобождение Ляхович было приписано командиром крепости Николаем Юдицким чудесной силе Белыничской иконы Богоматери, перед которой был исполнен благодарственный гимн «Te Deum» («Тебя, Бога хвалим»).
Комиссии Виленского епископа в 1755 г. было предъявлено 9 изображений чудес Белыничской иконы: 1) написание её ангелом; 2) осада ляховичской крепости; 3-9) изображения исцелений в 1671, 1706, 1720, 1737, 1722 гг.
Икона находилась в Ляховичах до 1760 г. В 1760 г. икону торжественно перенесли в Белыничи во вновь построенный костел. Ещё во время нахождения чудотворного образа в Ляховичах епископ Виленский Михаил Зенькович получил в 1754 г. разрешение и буллу папы римского Бенедикта XIV на коронацию иконы. Золотые короны с гербами Сапег и Огинских были изготовлены на средства этих магнатских родов.
Торжественная коронация иконы состоялась 20 сентября 1761 г. Для проведения праздника перед домом Огинских построили беседку с триумфальными воротами, куда была помещена икона. Коронацию по поручению епископа Зеньковича совершил епископ смоленский Ежи Николай Гильзен. Проповедь произнёс известный доминиканский проповедник — Вавжинец Овлочимский.
После возложения корон икона была перенесена в храм. Праздник продолжался целую неделю. В нём принимали участие жители Шклова, Мстиславля, Орши, Витебска.
Коронация расширила славу чудотворной Белыничской иконы Девы Марии. В монастырь в праздники Вознесения Господня, Сошествия Св. Духа, Шкаплерной Богоматери, св. Ильи и Рождества Богородицы шли многочисленные группы паломников из Головчина, Кудина, Церковища, Эсьмон, Тетерина, Белевич, Княжич.
После первого раздела Речи Посполитой (1772 г.) Белыничи вошли в Российскую империю. Восстание 1830 г. послужило поводом к закрытию в 1832 г. только в Могилёвской губернии 23 католических монастырей, в том числе и в Белыничах. Костел был передан диоцезиальному духовенству. После восстания 1863—1864 гг. многие оставшиеся действующими костелы были закрыты и переданы православной церкви. В 1876 году состоялась передача Белыничского костела с чудотворной иконой Русской Православной церкви. Считают, что последний приходской священник ксёндз Люциан Годлевский спрятал оригинал и оставил в костёле копию. Оригинал же, — пишет ксёндз Тадеуш Крагель (Белосток), — по предположению некоторых, находится в Воле-Гутовской.
Глубоко укоренившийся среди населения белорусских земель культ чудотворной Белыничской иконы нашёл отражение в созданных многочисленных живописных копиях, эстампах, которые бережно хранятся в христианских храмах. Пред этой иконой Пресвятой Богородицы молятся об исцелении от недугов, об утешении в скорби.
Праздник иконы ― 12 (25) апреля.